# George C. Grøn
Ludvig George Curtois Grøn (16. november 1864 i København – 10. februar 1923) var en dansk journalist og redaktør; cand.phil. og søn af grosserer Ludvig Jens Tønnes Grøn og hustru Ada Curtois.
George C. Grøn var bestemt til sammen med sine brødre at videreføre Grøn-familiens virksomheder. På forældrenes landsted Rolighed traf han mange af datidens kulturpersonligheder og besluttede sig i forlængelse af dette at fravælge en fremtid i familiekoncernen og i stedet at hellige sig litterær virksomhed.
Grøn var elev på Herlufsholm hvor han lærte Peter Nansen at kende. Efter skolegang drog han udlands nogle år. I 1889 var Grøn tilbage i Danmark og sammen med sin bror A.N. Grøn gik han ind i forsikringsbranchen, først som direktører i forsikringsselskabet New York Life Insurance og i 1892 oprettede de G.C. og A.N. Grøn i samarbejde med Wilhelm Witzke.
George C. Grøn var indehaver af C.A. Reitzels forlag fra 1893 til 96 under navnet Det Reitzelske Forlag (George C. Grøn), blandt andet udgav Grøn Henrik Cavlings Fra de dybe Dale i 1893.
I 1899 overtog Grøn det illustrerede ugeblad Hver 8. Dag, der lagde hovedvægten på biografier og noveller, men måtte om sommeren 1900 sælge bladet til Odin Drewes. Grøn opholdt sig i Paris i fra 1900 til 1910. I 1911 overtog Grøn igen bladet som udgiver og chefredaktør.
George C. Grøn udgav i 1907 romanen Napoleon Smith, den danske Millionær.